# Midaellobes
Midaellobes là một chi bướm đêm thuộc phân họ Tortricinae của họ Tortricidae.

## Các loài
- Midaellobes rubrostrigana Mabille, 1900